# Myrsine microdonta
Myrsine microdonta är en viveväxtart som beskrevs av J.J. Pipoly. Myrsine microdonta ingår i släktet Myrsine och familjen viveväxter. Inga underarter finns listade i Catalogue of Life.